# Челкаково
Челка́ково (рос. Челкаково, башк. Салҡаҡ) — село у складі Бураєвського району Башкортостану, Росія. Адміністративний центр Челкаковської сільської ради.
Населення — 754 особи (2010; 922 у 2002).
Національний склад:
- башкири — 92 %